# Sabah
Sabah – stan w Malezji, drugi pod względem wielkości, położony w północno-wschodniej części wyspy Borneo, graniczy z Indonezją i stanem Sarawak. Stolicą stanu jest miasto Kota Kinabalu. Stan obejmuje obszar ok. 72 500 km², zamieszkuje go 2 449 400 osób (stan na rok 2000).
Do 1963 roku był terytorium zależnym Wielkiej Brytanii pod nazwą Borneo Północne.
Ludność stanu zajmuje się rybołówstwem oraz uprawą palmy kokosowej, kauczukowca i pieprzu.
Obecnie stan dzieli się na 5 okręgów:
1. Sandakan (28 205 km²)
2. Wewnętrzny (18 300 km²)
3. Tawau (14 905 km²)
4. Wybrzeże Zachodnie (7590 km²)
5. Kudat (4625 km²)